# Bliska zapadna strana (Čikago)
Bliska zapadna strana (engl. Near West Side) je jedna od 77 gradskih oblasti u Čikagu. Nalazi se oko nekoliko kilometra zapadno od centra grada. Severna i zapadna granica su uglavnom železničke pruge, južna granica je 16. ulica, a istočna granica je uglavnom deo Čikaške reke.

## Istorija
Prvi naseljenici su došli do ovog kraja u 1840-tim godinama. Od tad to 1860-tim je ovaj deo grada bio uglavnom naseljen bogatim stanovništvom. U 1970-tim je i srednja klasa došla.
Bilo je više nacionalnosti u ovom kraju na početku. Prvi čikaški crnci su došli u 1830-tim godinama. Takođe su u ranim godinama došli irci, čeci, nemci i francuzi. Istočni deo ove oblasti je bio poznat po tome što je primao siromašne evropske imigrante.
U 1871. godini je bio veliki čikaški požar. Zbog požara je oko 200.000 ljudi prebeglo u ovaj deo grada. Pri kraju 19. veka su došli Italijani i Jevreji. U 1930-tim i 1940-tim su prispeli i Meksikanci. Do 1940. godine je bilo 26.000 crnaca u komšiluku. Taj broj je skočio na 68.000 do 1960. godine. Grčki deo grada je bio uništen kad je auto-put 290 prošao kroz ovaj deo grada. Italijanski deo je bio delimično uništen zbog stvaranja Univerziteta Ilinoisa u Čikagu, kome je bila neohodna velika površina.
Krajem 20. veka se ovaj deo grada brzo menjao. Velika arena, United Center, je bila izgrađena na severnom delu oblasti. Takođe, znatan broj novih stanova je izgrađen oko UIC fakulteta. Značajni komšiluk, Maksvel ulica, bivši jevrejski geto, je bio totalno remodelisan sa novim zgradama. Drugi komšiluci, italijanski i grčki, su se u nekoj meri vratili, mada oni uglavnom imaju ulogu turističke atrakcije, dok te stanovnici tih nacionalnosti uglavnom nežive u okolini.

## Populacija
- 1930 − 152.457
- 1960 − 126.610
- 1990 − 46.197
- 2000 − 46.419

## Literatura
1. ↑  „”. Архивирано из оригинала 28. 12. 2018. г. Приступљено 12. 02. 2019.

## Spoljašnje veze
- Umetnički distrikt Čikaga